# Resolutie 278 Veiligheidsraad Verenigde Naties
Resolutie 278 van de Veiligheidsraad van de Verenigde Naties werd unaniem aangenomen op 11 mei 1970.

## Achtergrond
In de 19e eeuw sloten Bahrein en het Verenigd Koninkrijk een verdrag waardoor Bahrein in de Britse invloedssfeer kwam. In 1968 kondigde het VK aan al deze verdragen met Perzische Golfstaten op te zeggen. Negen onder hen besloten samen een unie van Arabische staten te gaan vormen, maar medio 1971 was hierover nog steeds geen akkoord. Daarop koos Bahrein voor de onafhankelijkheid, die het op 15 augustus 1971 zou verkrijgen.

## Inhoud
De Veiligheidsraad bemerkte het bericht van de Secretaris-Generaal aan de Veiligheidsraad van 28 maart. De Veiligheidsraad bemerkte ook de verklaringen van Iran en het Verenigd Koninkrijk aan de Secretaris-Generaal op respectievelijk 9 en 20 maart.
De Veiligheidsraad steunde het rapport van de persoonlijke vertegenwoordiger van de Secretaris-Generaal. De conclusies van het rapport werden verwelkomd, in het bijzonder dat "de overgrote meerderheid van de bevolking van Bahrein erkenning van hun identiteit wenst in een onafhankelijke soevereine staat die vrij over zijn relaties met andere staten kan beslissen".

## Verwante resoluties
- Resolutie 296 Veiligheidsraad Verenigde Naties

Lijst ·  276 ·  277 ·  278 ·  279 ·  280 ·  281 ·  282 ·  283 ·  284 ·  285 ·  286 ·  287 ·  288 ·  289 ·  290 ·  291